# Avenida Costanera Rafael Obligado
La avenida Costanera Rafael Obligado (también conocida como Avenida Costanera Norte) es una arteria vial de la Ciudad de Buenos Aires, Argentina.

## Características

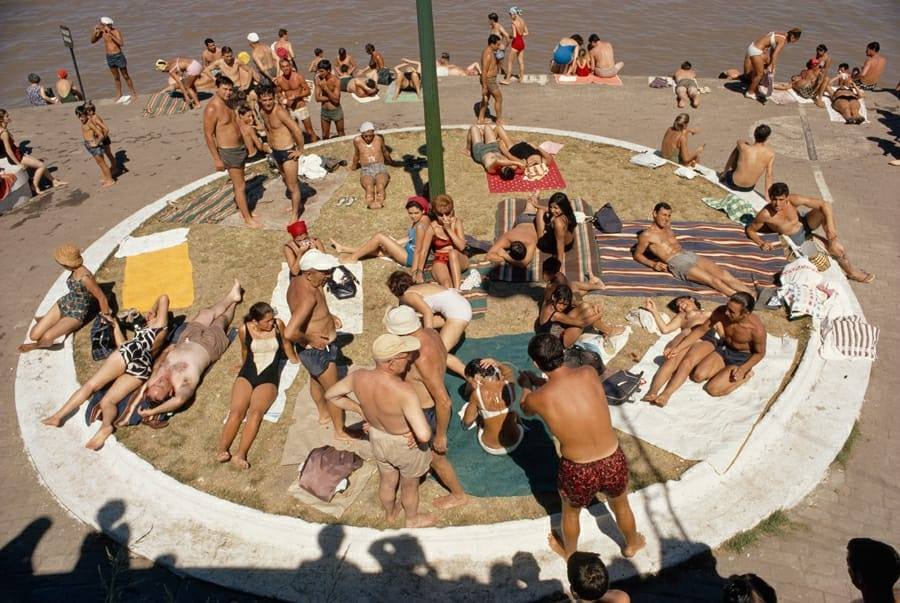
Bañistas en Costanera Norte, en el balneario de moda conocido como Saint-Tropez, circa 1967.

La avenida recorre la costa norte del Río de la Plata dentro de la ciudad de Buenos Aires. Es la única avenida de la ciudad que da directamente a la costa, y fue construida sobre terrenos ganados al río mediante el relleno artificial a partir de 1923 y a lo largo de la década de 1930, usando tierra sacada, por ejemplo, de la excavación del túnel de la línea B de subterráneo. En la colocación de la “piedra fundamental”, el 14 de abril de 1926, estuvieron presentes el presidente Marcelo T. de Alvear y el Intendente Municipal, Carlos Noel.
Es el paso obligado para los pasajeros que quieran abordar los aviones del Aeroparque Jorge Newbery, y a lo largo de su amplia vereda que da a la ribera, es común que practiquen los pescadores. Varios metros adentradas en el Río de la Plata se encuentran las tomas de agua que abastecen Buenos Aires.
Si al momento de su inauguración, se planteó la construcción del Parque de la Raza (1938) ocupando toda la costa norte porteña con un bosque dedicado a flora sudamericana, y en ese momento se planteó la construcción de la Ciudad Universitaria de Buenos Aires en estos terrenos, finalmente en 1946 la Municipalidad decidió la instalación del Aeroparque allí, perdiendo hasta la actualidad la posibilidad de aprovechar este inmenso espacio verde en conexión con el río.
Al finalizar el Aeroparque, la avenida se divide en dos caminos: hacia el lado sur continúa como Avenida Intendente Cantilo, que corre paralela a la Avenida Leopoldo Lugones, desembocando en la Avenida General Paz; hacia el lado norte sigue la Avenida Intendente Güiraldes, que bordea el Balneario Parque Norte y llega a la Ciudad Universitaria de la Universidad de Buenos Aires, uniéndose en una curva con la Av. Intendente Cantilo.

## Parque Costanera Norte
En este sector se realizaron obras durante los años 2013 y 2014 para el desplazamiento de la Avenida hacia el este, rellenando la costa. Más adelante se encuentra el Espigón Puerto Argentino.
El nuevo tramo de la Rafael Obligado fue construido al este de la avenida actual, sobre 40 metros ganados al río con rellenos. Tiene 1,2 kilómetro y cuenta con seis carriles de circulación. En ese tramo se hicieron veredas más amplias, se instalaron luminarias y se construyeron nuevas barandas hacia el río y una nueva defensa costera. La obra costó 33.2 millones de pesos. El Parque Costanera Norte fue inaugurado en 2013 con la intención de concentrar la práctica de deportes como skate, longboard, bowl skate, flatland, inline slalom, mountain, bicipolo y palestra.
El sitio está equipado con bancos y reposeras para permitir el descanso y favorecer la contemplación en un ámbito costero, provisto de vegetación nativas de árboles.
Actualmente se encuentra en construcción el nuevo Parque Costanera Norte Punta Carrasco, un espacio de más de 15.000 m², continuando la traza de la Nueva Costanera.

## Toponimia
Recibe el nombre de Rafael Obligado (1851 - 1920), quien fuera un escritor argentino, fundador de la Facultad de Filosofía y Letras de la Universidad de Buenos Aires.

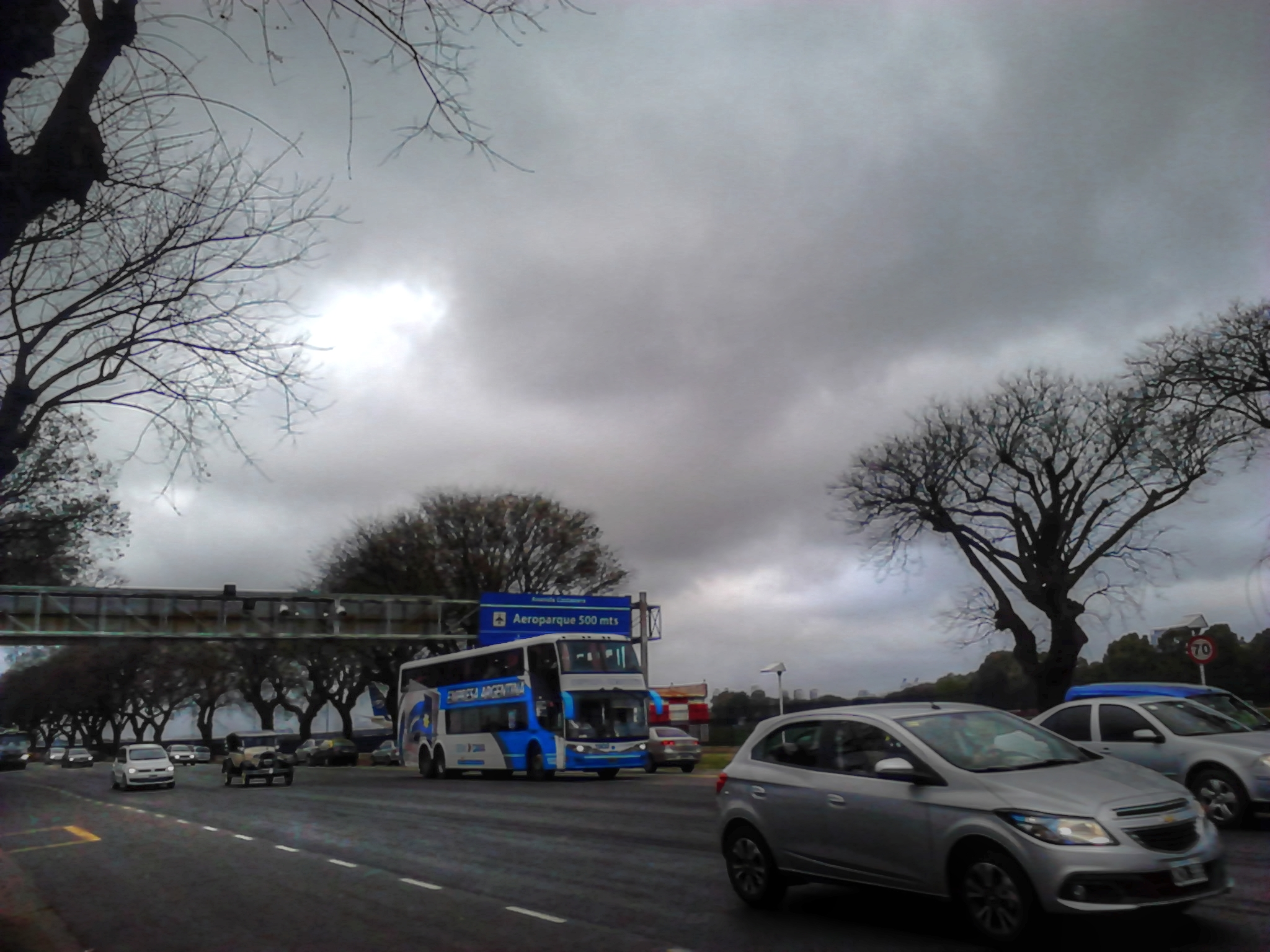
Costanera Norte a su paso por Aeroparque Jorge Newbery.